# آریان گلمکانی
آریان گلمکانی یا علیرضا گلمکانی متولد ۱۹۵۸ در تهران نویسنده آمریکایی ایرانی‌تبار است. او در سال ۱۹۷۴ هنگامی که هفده سال داشت به آمریکا مهاجرت کرد. در سال ۲۰۱۲ او نامزد دریافت جایزه بین‌المللی ویلیام سارویان برای نوشتن رمان «علیرضا (کتاب)» شد. ترجمه این کتاب به فارسی با نام «علیرضا» منتشر شد.مصاحبه او دربارهٔ خاطرات کودکی اش در دسامبر ۲۰۱۴ از بی‌بی‌سی فارسی پخش شد.

## کتابشناسی
- «تسکین‌ها»
- «علیرضا»[۴]